# Franjo Horvat Kiš
Franjo Horvat Kiš (Lobor, 23. rujna 1876. – Zagreb, 2. lipnja 1924.), hrvatski prozni pisac
Pohađao je Klasičnu gimnaziju u Zagrebu koju je završio 1896. godine. Završio je učiteljsku školu u Osijeku te kao učitelj radio u manjim mjestima, a do smrti bio je tajnik Medicinskog fakulteta u Zagrebu. U novelama i pripovijetkama promatra seljake, malograđane i sitne činovnike. Osnovna mu je tema ljubav.
Uspješniji je u putopisima: "Viđeno i neviđeno", "Istarski puti".

## Vanjske poveznice
- Franjo Horvat Kiš  Arhivirana inačica izvorne stranice od 5. siječnja 2006. (Wayback Machine)